# Синкозит
Синкозитът е зелен минерал, открит през 1922 г. Наречен е на Синкос, провинция Даниел Алсидес Карион, Перу, където е открит за първи път.